# Яковлев, Сергей Валентинович
Сергей Валентинович Яковлев (15 августа 1953 — неизвестно) — советский хоккеист, нападающий.

## Биография
Воспитанник новосибирской «Сибири», всю карьеру в командах мастеров — 12 сезонов (1970/71 — 1981/82) — провёл в этой команде, забил около 400 шайб. В сезонах 1970/71 и 1975/76 выступал в высшей лиге.
Серебряный призёр чемпионата Европы среди юниорских команд 1972 года.
Скончался до 2012 года.